# Britanske podmornice klase G
Klasa G je oznaka za 14 podmornica izrađenih za kraljevsku ratnu mornaricu. Uloga im je bila borba protiv njemačkih podmornica u Sjevernom moru tijekom Prvog svjetskog rata.

## Razvoj
U lipnju 1914. godine britanska ratna mornarica naručila je izgradnju prvih pet plovnih jedinica nove podmorničke klase sposobne za borbena djelovanja na oceanskim prostranstvima. Nova klasa podmornica dobila je oznaku G. Posao na izgradnji tih podmornica (G1-G5) dobilo je brodogradilište Chatham. Samo dva mjeseca nakon inicijalne narudžbe, naručene su još dvije podmornice G6 i G7 od brodogradilišta Armstrong Whiteworth.

Izgradnja prve iz serije, podmornice G1, započeta je polaganjem kobilice 1. listopada 1914. Porinuta je 14. kolovoza 1915., a predana mornarici 7. prosinca iste godine. Vickersova tvornica motora isporučila je glavne dizelske motore za svih prvih sedam podmornica G klase. Isporučeni motori su bili okomite izvedbe i identični motorima koji su bili ugrađivani u E klasu. Prvobitna namjera britanske mornarice bila je da dvije posljednje naručene podmornice G6 i G7 opremi MAN-ovim i Sulzerovim dizelskim motorima. Zbog određenih problema koji su se pojavili pred samo zaključenje kupovine, ta nakana nije realizirana. Već u mjesecu studenom 1914. godine mornarica je naručila još sedam podmornica iste klase: šest podmornica, G8-G13, izgradilo je Vickersovo brodogradilište u Barrow-in-Furnesu, dok je podmornicu G14 izgradilo brodogradilište Scotts u Clydeu. Bila je naručena i petnaesta podmornica iz serije, ali je već početkom 1915. njezina gradnja otkazana.

## Dizajn
Okvirna cijena ovih podmornica iznosila je oko 125 000 funti. Bile su to još uvijek jednotrupne podmornice, proračunski predviđene za maksimalni zaron na dubinu od 60 m, premda koliko je iz arhiva poznato, G klasa nije išla na dubine veće od 30-40 metara. Propulziju podmornice u površinskoj plovidbi osiguravala su dva osmocilindrična dizelska motora, koji su zajednički mogli razviti 1600 KS, što je bilo dovoljno za maksimalnu površinsku brzinu od 14 čvorova. Dva električna motora s ukupno 840 KS pogonili su podmornice klase G u podvodnoj plovidbi s maksimalnih 9 čvorova. Ekonomska brzina i štednja baterije omogućavala je doplov od 2600 NM u površinskoj, odnosno 95-100 NM u podvodnoj plovidbi. Treba odmah reći da su britanski konstruktori na klasu G ugradili najbolja dostignuća iz prethodne klase E, ali su isto tako na osnovi iskustava stečenih u nekoliko prvih mjeseci rata unijeli i neka poboljšanja i ispravke. To se ponajprije odnosi na povećanje broja vodonepropusnih pregrada na 8, smještaj baterijskih ćelija u dva prostora te promjene kalibra krmene torpedne cijevi. Naime, klasa G zadržala je konfiguraciju torpednog naoružanja kakva je instalirana na podmornicama klase E (2 TC na pramcu + 2 TC na bokovima + 1 TC na krmi).

### Naoružanje
Pramčane i bočne torpedne cijevi zadržale su svoj kalibar predviđen za Whiteheadova torpeda od 440 mm (18?), dok je krmena torpedna cijev bila predviđena za ispaljivanje teškog torpeda od 21?, tj. kalibra 530 mm. Tako su podmornice te klase postale prva britanska podvodna plovila naoružana torpedom ovog kalibra. Doduše, eksperimentalna podmornica Swordfish, koja se počela graditi u brodogradilištu Chatham čitavu godinu dana prije podmornice G1, bila je opremljena torpedima od 530 mm, ali je završena i porinuta tek potkraj 1931. godine. Komplet brodskog naoružanja podmornica klase G činila su i dva topa. Prvi je bio top stacionarne izvedbe kalibra 76 mm (3?) QF HA (Quick Fire High Angle - brzometni top velikog kuta nagiba cijevi) i bio je montiran na pramčanoj palubi neposredno ispred tornja podmornice. Drugi top kalibra 50 mm bio je montažnog tipa. Montirao se u površinskoj plovidbi na posebno postolje, koje se nalazilo na samom kraju krmenog dijela nadgrađa palube.
 Može se reći da je posada od 30 članova dobila donekle bolje uvjete za život i rad na dugotrajnim krstarenjima. Jedno od takvih poboljšanja predstavljalo je pravo čudo i nezamisliv luksuz na prethodnim klasama iako se radilo o običnom električnom štednjaku i pećnici u kojoj su podmorničari mogli podgrijati konzerve.

## Povijest korištenja
Tijekom trajanja ratnih operacija, britanska ratna mornarica izgubila je iz nepoznatih razloga u Sjevernom moru tri podmornice: G7, G8 i G11. Dana 16. rujna 1917., nakon sudara s britanskim brodom HMS Petard, potonula je i podmornica G9. Ostale podmornice su preživjele rat i otpisane su iz flotne liste 1919. (4) i 1921. (6) godine.

## Poveznice
|  | Zajednički poslužitelj ima stranicu o temi British G class submarine    |
|  | Zajednički poslužitelj ima još gradiva o temi British G class submarine |